# Taxila haquinus
Taxila haquinus, arlequim ou arlequim-laranja, é uma pequena borboleta da família Riodinidae. Encontra-se na Índia a leste de Palawan e a sul até Java. É a única espécie do género Taxila.